# Andrej Džupina
Andrej Džupina (* 29. července 1937) byl československý politik Komunistické strany Československa žijící v českých zemích ale slovenské národnosti, poslanec Sněmovny lidu Federálního shromáždění za normalizace.

## Biografie
K roku 1971 se profesně uvádí jako palič v ocelárně.
Ve volbách roku 1971 zasedl do Sněmovny lidu (volební obvod č. 162 - Ostrava-jih, Severomoravský kraj). Mandát obhájil ve volbách v roce 1976 (obvod Ostrava-Zábřeh), volbách v roce 1981 (obvod Ostrava-Zábřeh) a volbách v roce 1986 (obvod Ostrava III). Ve Federálním shromáždění setrval do konce funkčního období, tedy do svobodných voleb v roce 1990. Netýkal se ho proces kooptace do Federálního shromáždění po sametové revoluci.
29. listopadu 1989 byl jmenován do parlamentní komise pro dohled nad vyšetřováním událostí 17. listopadu.